# Beckerellus terminatus
Beckerellus terminatus är en tvåvingeart som först beskrevs av Becker 1909.  Beckerellus terminatus ingår i släktet Beckerellus och familjen svävflugor. Inga underarter finns listade i Catalogue of Life.